# チャン・ギハと顔たち
チャン・ギハと顔たち（朝: 장기하와 얼굴들）は、韓国のインディーバンドである。

## 経歴
2002年に結成されたバンド「ヌントゥゴコベイン」のドラマーとして活動する傍ら、サイドプロジェクト「青年失業」のボーカル、作詞作曲も担当していたチャン・ギハは、2008年5月にインディーズレーベル、ブンガブンガレコードより自身で全て作詞作曲、編曲、演奏を行った初のCDシングル「安物のコーヒー」を発表した。同時期に、チョン・ジュンヨプ、イ・ミンギ、キム・ヒョノと共に、「チャン・ギハと顔たち」を結成、ライブ活動を開始する。
「チャン・ギハと顔たち」というバンド名は、特に意味はない。「チャン・ギハと○○」という名前にしたいと考えていたチャンが、「オルグルドゥル（顔たち）」という言葉の響きを気に入り、また、顔がたくさんあるグロテスクなイメージから付けられた。加えて、彼が好きなトーキング・ヘッズ（「喋る頭」の意）からもきている。
2008年5月に発売されたシングル「安物のコーヒー」は、発売当初こそ振るわなかったものの、まもなく注目を集め、同年秋までに1,400枚を売り上げる。これは、1,000枚売れればヒットとされる韓国インディーズ音楽界においては驚異的な数字である。このシングルによって、第6回韓国大衆音楽賞で「今年の歌」「最優秀ロック」「ネットユーザーが選ぶ今年の男性ミュージシャン」の3部門を獲得した。
2009年2月に、第1集となるアルバム『何事もなく暮らす』を発売。4万枚以上を売り上げ、商業的に成功を収めた。同年4月には、『中央日報』が名物コラム「噴水台」（『朝日新聞』の「天声人語」に相当）において、「チャン・ギハを知らなければ最近のニュースに暗いのだ」と切り出し、“チャン・ギハ現象”を取り上げた。
2011年6月にセルフタイトルアルバム「チャン・ギハと顔たち」を発表。同時期にダンス担当のミミ・シスターズが脱退、新メンバーとしてキーボード奏者のイ・ジョンミンが加入。また、プロデューサーである長谷川陽平がサポートメンバーとして加入したが、後に正式メンバーとなり6人で活動している。
2012年の第9回韓国大衆音楽賞では、「今年のアルバム」「今年の音楽人」「最優秀ロックアルバム」「最優秀ロックソング」の4部門受賞を果たした。
2018年10月18日に、2018年12月31日をもってバンドを解散することを発表。

## 音楽性
バンドは1970年代から80年代の韓国の音楽に影響が強い。チャン・ギハは、韓国以外の音楽も好んでいるが、それもビートルズやドアーズ、ロキシー・ミュージックなど60年代から80年代のものが多い。

## アルバムリスト
- アルバム

1. 《별일 없이 산다》(何事もなく暮らす) - 2009年 2月 27日
2. 《장기하와 얼굴들》(チャン・ギハと顔たち) - 2011年 6月 9日
3. 《사람의 마음》(人の心) - 2014年 10月 15日
4. 《내 사랑에 노련한 사람이 어딨나요》- 2016年 06月 16日
5. 《mono》- 2018年 11月 1日

- シングル

1. 《싸구려 커피》 (安物のコーヒー)
2. 《좋다 말았네》
3. 《새해 복》

## 受賞
- 2009年

韓国大衆音楽賞 : 〈今年の音楽人〉、〈最優秀ロック音楽賞〉、〈今年の歌〉
第36回韓国放送大賞 : 個人賞部門 〈新人歌手賞〉
ゴールデンディスク音楽賞 : ロック部門
- 2010年

サイワールド Digital Music Award : 〈探音マニア賞〉
韓国プロデューサー大賞 : 歌手部門 〈出演者賞〉
- 2012年

韓国大衆音楽賞 : 〈今年のアルバム〉、〈今年の音楽人〉、〈最優秀ロックアルバム〉、〈最優秀ロックソング〉